# Epsilon Trianguli Australis
Epsilon Trianguli Australis (ε Trianguli Australis, förkortat Epsilon TrA, ε TrA) som är stjärnans Bayerbeteckning, är en ensam stjärna belägen i den mellersta delen av stjärnbilden Södra triangeln. Den har en skenbar magnitud på 4,11 och är synlig för blotta ögat där ljusföroreningar ej förekommer. Baserat på parallaxmätning inom Hipparcosuppdraget på ca 16,2 mas, beräknas den befinna sig på ett avstånd på ca 200 ljusår (ca 62 parsek) från solen.

## Egenskaper
EpsilonTrianguli Australis är en orange till röd jättestjärna av spektralklass K0 III. Den har en massa som är ca 1 - 2 gånger större än solens massa, en radie som är ca 16 gånger större än solens och utsänder från dess fotosfär ca 91 gånger mera energi än solen vid en effektiv temperatur av ca 4 600 K. 
Epsilon Trianguli Australis har en följeslagare av magnitud 9,36 och spektraltyp A5 med en vinkelseparation på 81,9 bågsekunder vid en positionsvinkel på 220° år 2010. Paret kan vara en vid dubbelstjärna.